# Lethrus kuldzhensis
Lethrus kuldzhensis är en skalbaggsart som beskrevs av Lebedev 1926. Lethrus kuldzhensis ingår i släktet Lethrus och familjen tordyvlar. Inga underarter finns listade i Catalogue of Life.